# کوپیتو، دانیلوگراد
کوپیتو (به لاتین: Kopito) یک منطقهٔ مسکونی در مونته‌نگرو است که در شهرداری دانیلوگراد واقع شده‌است. کوپیتو ۲۰۴ نفر جمعیت دارد.